# Andrea Foglia
Andrea Foglia Costa (* 4. Dezember 1985 in Montevideo) ist eine uruguayische Seglerin.
Die 1,76 Meter große, Pandy genannte Sportlerin studiert Pädagogik an der Universidad Católica. Sie ist die Schwester des Seglers Alejandro Foglia, der bei den Olympischen Spielen 2008 Fahnenträger Uruguays war, sowie der Seglerin Mariana Foglia. Foglia gehört dem Yacht Club Punta del Este an.
Foglia nahm an den Südamerikaspielen 2010 in Medellín teil. Sie war Teilnehmerin in der Laser-Radial-Klasse bei den in Montevideo und Punta del Este ausgerichteten I. Strand-Südamerikaspielen 2010 und in der Laser-Standard-Klasse bei den Panamerikanischen Spielen 2011.
Im Mai 2012 stellte sie bei den Weltmeisterschaften in Boltenhagen ihre Olympiaqualifikation sicher. Damit ist Foglia Teil des Aufgebots der uruguayischen Mannschaft für die Olympischen Sommerspiele 2012. In London startet sie im Laser-Radial-Wettbewerb. Da ihr Bruder ebenfalls bei den Olympischen Spielen in London teilnimmt, ist in Uruguays Mannschaft zum dritten Mal in der Olympiageschichte des Landes nach 1936 (Baldomiro und Gabriel Benquet) und 2004 (Paul und Martín Kutscher) ein Geschwisterpaar vertreten. Andrea Foglia ist zudem die erste Frau in der uruguayischen Geschichte, die ihr Heimatland in dieser Sportart bei Olympischen Spielen vertritt.